# Thea Musgrave

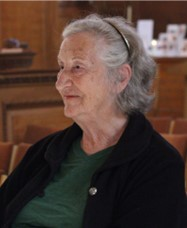
Thea Musgrave, 2017

Thea Musgrave (* 27. Mai 1928 in Barnton, Edinburgh) ist eine US-amerikanische Komponistin schottischer Herkunft.

## Leben
Musgrave studierte bei Mary Gardner Grieson und Hans Gál an der University of Edinburgh (1947–1950) und bei Nadia Boulanger in Paris (1950–1954), bevor sie sich in London als Komponistin etablierte. Dort lehrte sie vier Sommer lang an der Dartington Summer School und leitete kurzzeitig die Saltire Singers. 1958 ergänzte sie ihre Studien am Tanglewood Music Center, Massachusetts, u. a. bei Aaron Copland. In den Jahren 1959 bis 1965 lehrte sie an der University of London. 1970 war sie Gastprofessorin an der University of California in Santa Barbara in USA. 1971 heiratete sie den Violinisten und Operndirigenten Peter Mark und siedelte in die USA um. 1974 wurde sie mit dem „Koussevitzky Award“ ausgezeichnet. 1979 wurde sie zum Mitglied der Royal Society of Edinburgh gewählt. Ein großer Teil ihrer Werke ist im Druck erschienen.
Musgrave lehrte von 1987 bis 2002 als Professorin am Queens College der City University of New York.

## Werke (Auswahl)
- Rorate Coeli (1973)
- Viola Concerto (1973)
- Mary Queen of Scots, Oper (1977)
- Simón Bolívar, Oper in zwei Akten (1993)

## Diskografie
- Mary, Queen of Scots. Virginia Opera Association; Peter Mark (Dirigent). Fono-Schallplattengesellschaft, 1980.
- Rorate Coeli und Four Madrigals. Florilegium Chamber Choir; JoAnn Rice (Dirigentin). Leonarda, 1988.